# Flacher Morphismus
In der algebraischen Geometrie, insbesondere der Theorie der Schemata, ist ein flacher Morphismus ein Morphismus {\displaystyle f\colon X\to Y} von Schemata, sodass für jeden Punkt {\displaystyle x\in X} der induzierte Homomorphismus von lokalen Ringen {\displaystyle {\mathcal {O}}_{Y,f(x)}\to {\mathcal {O}}_{X,x}} flach ist.
Flache Morphismen werden häufig verwendet, um geometrische Objekte in Familien zu setzen.
Beispiele hierfür sind Hilbert-Schemata, reduktive Gruppenschemata und abelsche Schemata.

## Formale Definition
Ein Morphismus von Schemata {\displaystyle f\colon (X,{\mathcal {O}}_{X})\to (Y,{\mathcal {O}}_{Y})} heißt flach, falls für jeden Punkt {\displaystyle x\in X} der induzierte Homomorphismus von lokalen Ringen {\displaystyle {\mathcal {O}}_{Y,f(x)}\to {\mathcal {O}}_{X,x}} flach ist. Das heißt, dass {\displaystyle {\mathcal {O}}_{X,x}} ein flacher {\displaystyle {\mathcal {O}}_{Y,f(x)}}-Modul ist.
Für einen Morphismus von Schemata {\displaystyle f\colon (X,{\mathcal {O}}_{X})\to (Y,{\mathcal {O}}_{Y})} sind die folgenden Bedingungen äquivalent:
- {\displaystyle f} ist flach im Sinne der in diesem Abschnitt gegebenen Definition.
- Für jede affine offene Teilmenge {\displaystyle U\subseteq X} und jede affine offene Teilmenge {\displaystyle V\subseteq Y} mit {\displaystyle f(U)\subseteq V} ist der {\displaystyle {\mathcal {O}}_{Y}(V)}-Modul {\displaystyle {\mathcal {O}}_{X}(U)} flach.
- Es gibt eine offene Überdeckung {\displaystyle Y=\bigcup \nolimits _{j\in J}V_{j}} und offene Überdeckungen {\displaystyle V_{j}=\bigcup \nolimits _{i\in I_{j}}U_{i}}, sodass jede Einschränkung {\displaystyle f|_{U_{i}}\colon U_{i}\to V_{j}} für {\displaystyle j\in J,i\in I_{j}} flach im Sinne obiger Definition ist.
- Es gibt eine affine offene Überdeckung {\displaystyle Y=\bigcup \nolimits _{j\in J}V_{j}} und affine offene Überdeckungen {\displaystyle V_{j}=\bigcup \nolimits _{i\in I_{j}}U_{i}}, sodass jeder Ringhomomorphismus {\displaystyle {\mathcal {O}}_{Y}(V_{j})\to {\mathcal {O}}_{X}(U_{i})} für {\displaystyle j\in J,i\in I_{j}} flach ist.

## Eigenschaften
- Die Komposition zweier flacher Morphismen von Schemata ist flach.[2]
- Ist {\displaystyle f\colon X\to Y} ein flacher Morphismus von Schemata und {\displaystyle g\colon Z\to Y} ein beliebiger Morphismus, so ist der Basiswechsel {\displaystyle X\times _{Y}Z\to Z} flach.[3]

## Beispiele
- Ist {\displaystyle B\to A} ein flacher Ringhomomorphismus, so ist der induzierte Homomorphismus affiner Schemata {\displaystyle X:=\mathrm {Spec} (A)\to Y:=\mathrm {Spec} (B)} flach.
- Der Strukturmorphismus des affinen Raums {\displaystyle \mathbb {A} ^{n}\to \mathrm {Spec} (\mathbb {Z} )} und des projektiven Raums {\displaystyle \mathbb {P} ^{n}\to \mathrm {Spec} (\mathbb {Z} )} ist flach.
- {\displaystyle \mathrm {Spec} (\mathbb {Z} /n\mathbb {Z} )\to \mathrm {Spec} (\mathbb {Z} )} für {\displaystyle n\geq 2} ist nicht flach, da {\displaystyle \mathbb {Z} /n\mathbb {Z} } kein torsionsfreier {\displaystyle \mathbb {Z} }-Modul ist.